# Carl-Stephan Schweer
Carl-Stephan Schweer (* 8. Juni 1963 in Münster) ist ein deutscher Rechtsanwalt in Berlin.
Seit dem Abschluss seines Studiums 1993 ist Schweer als Rechtsanwalt vor allem auf dem Gebiet des öffentlichen Wirtschaftsrechts mit dem Schwerpunkt im Energie-, Umwelt- und Planungsrecht tätig. Er war zunächst in den Sozietäten Fulbright & Jaworski LLP Washington DC, Boden Oppenhoff Rasor Raue tätig, danach Partner bei Oppenhoff & Rädler, bis er mit vier weiteren Rechtsanwälten 2001 das Deutschlandbüro der internationalen Sozietät Hogan & Hartson in Berlin gründete. Seit dem 1. Mai 2010 ist Schweer in der Rechtsanwaltskanzlei Raue LLP tätig.
Schweer ist Autor verschiedener Veröffentlichungen im öffentlichen Wirtschaftsrecht, zum Recht der Energieanlagen, zum Emissionshandelsrecht, zum öffentlichen Baurecht und Wasserrecht und Mitautor des ersten juristischen Kommentars zum Treibhausgas-Emissionshandelsgesetz. Schweer hatte 2006/2007 einen Lehrauftrag an der Europa-Universität Viadrina in Frankfurt (Oder) und seit dem WS 2016/2017 einen Lehrauftrag an der Carl von Ossietzky Universität Oldenburg. Er ist Mitglied der Lenkungsgruppe Recht im Bund Deutscher Architekten (BDA).

## Veröffentlichungen (Auswahl)
Öffentlich-rechtlich
- Zum Erfordernis eines Raumordnungsverfahrens neben einem Bebauungsplanverfahren in den neuen Bundesländern. LKV 1993, 289.
- Recht der Abwasserbeseitigung.In: Industrieabwasser – Lebensmittelindustrie. Handbuch der Abwassertechnischen Vereinigung atv e.V. 4. Auflage 2000, S. 7 ff.
- Das letzte Monopol. Von Deregulierung ist der Wassermarkt noch weit entfernt. In: FAZ vom 21. November 2000, Energiebeilage, S. B7.
- A class act? With the countdown to EC-wide emissions trading in 2005, Germany has been busy preparing for the seismic developments in the trading world. Power Economics 2004, vol. 8, p. 16.
- Kooperation mit dem Verifizierer – worauf kommt es jetzt an?. TradeNews Emissions 2004, Nr. 2, S. 4.[1]

Zivilrechtlich
- Zur Beweislast bei Vermieterklagen. ZMR 1989, 287.
- Die Erste Markenrechtsrichtlinie der Europäischen Gemeinschaft. Dissertation 1992.
- Zum Vertrags- und Urheberrecht des Architekten bei gestalterischen Änderungswünschen des Bauherrn. Baurecht. Zeitschrift für das gesamte öffentliche und zivile Baurecht 1997, S. 401.
- Architektenwettbewerb und Weiterbeauftragungszusage. In: Festschrift für Peter Raue, Carl Heymanns Verlag 2006, S. 319.
- Kein Versicherungsschutz für Sanierungsplanungsleistungen; Anmerkung zum BGH-Urteil vom 19. November 2008, IV ZR 277/05. In: Neue Zeitschrift für Baurecht 2009, 220.
  - Vergütung von Planungsleistungen in VOF-Verfahren, VergabeR 2016, S. 1 ff. (mit Heller).
  - Prozessuale Durchsetzung von Freistellungsansprüchen, NJW 2013, S. 3004 ff. (mit Todorow).
  - Freistellungsansprüche bei streitiger Hauptforderung, NJW 2013, S. 2072 ff. (mit Todorow).[1]